# Filipovići (Loznica)
Filipovići (Serbisches-kyrillisch: Филиповићи) ist ein Dorf in der Opština Loznica (Gemeinde Loznica) im Westen Serbiens.

## Name
Der Name des Dorfes, leitet sich von der serbischen Variante (Filip) des Personennamens Philipp ab.

## Geographie
Filipovići liegt in der Opština Loznica, im Okrug Mačva im nordwestlichen Zentralserbien, in der historischen Region Jadar, die ein Teil der serbisch-bosnischen Grenzregion Podrinje ist, benannt nach dem Fluss Drina.
Das Dorf liegt an den Hängen der Ripanjske površ und im Tal des Flusses Grubanovac. Filipovići besitzt keinen eigenen Dorfwald.
Einige der Bauern haben ihre Felder im Lozničko Polje und einige der Dorfbewohner sind Maurer. Die Dorfbewohner leben von der Landwirtschaft und Viehzucht. Unter anderem werden Himbeeren und Brombeeren angebaut.
Das Klima im Dorf ist kontinental geprägt. Die Opština Loznica wurde im Juli 2009 von einem schweren Unwetter heimgesucht, mit großen Hagelschlag. Filipovići und das Nachbardorf Simino Brdo wurden am schwersten getroffen, es entstand im ganzen Dorf ein großer Sachschaden.
Das Dorf liegt südöstlich der Gemeindehauptstadt Loznica. Nachbardörfer von Filipovići sind: Cikote, Draginac, Simino Brdo und Donja Badanja.
Durch das Dorfgebiet fließen die Flüsse Jadar, Grubanovac und Cernica.

## Bevölkerung
Der Ort hatte 131 Einwohner bei der Volkszählung von 2011, während es 182 Einwohner im Jahre 2002 waren. Nach den letzten drei Bevölkerungsstatistiken fällt die Einwohnerzahl von Filipovići weiter.
Die Einwohner des Dorfes sind Serben.

### Demographie
| Jahr | Einwohnerzahl |
| ---- | ------------- |
| 1948 | 328           |
| 1953 | 322           |
| 1961 | 309           |
| 1971 | 268           |
| 1981 | 261           |
| 1991 | 202           |
| 2002 | 182           |
| 2011 | 131           |

## Infrastruktur
Filipovići verfügt über ein Haus der lokalen Gemeinschaft (Mesna zajednica).

## Religion
Die Bevölkerung bekennt sich zur Serbisch-orthodoxen Kirche. Filipovići verfügt über kein eigenes Kirchengebäude. Das Dorf gehört zur Pfarrei Cikote im Dekanat Jadar der Eparchie Šabac, der Serbisch-orthodoxen Kirche.

## Belege
- Artikel über das Dorf, auf der Seite Poreklo.rs, (serbisch)
- Artikel über die Sturmschäden 2009, auf der Seite der Zeitung Politika.rs, (serbisch)
- Knjiga 9, Stanovništvo, uporedni pregled broja stanovnika 1948, 1953, 1961, 1971, 1981, 1991, 2002, podaci po naseljima, Republički zavod za statistiku, Beograd, maj 2004, ISBN 86-84433-14-9
- Knjiga 1, Stanovništvo, nacionalna ili etnička pripadnost, podaci po naseljima, Republički zavod za statistiku, Beograd, Februar 2003, ISBN 86-84433-00-9
- Knjiga 2, Stanovništvo, pol i starost, podaci po naseljima, Republički zavod za statistiku, Beograd, Februar 2003, ISBN 86-84433-01-7